# Les Mésaventures de Donald
Pour plus de détails, voir Fiche technique et Distribution.
Les Mésaventures de Donald (Down and Out with Donald Duck) est une émission spéciale de 60 minutes diffusée sur NBC en 1987 compilant des extraits de courts métrages d'animation principalement de Donald Duck réalisé par Scott Garen.

## Fiche technique
- Titre original : Down and Out with Donald Duck
- Réalisation : Scott Garen
- Scénario : Joie Albrecht, Katharine Sloan, Scott Garen et Stan Freberg
- Photographie :
- Montage : Mark Cole, Rick Roberts et Margareta Schiappa
- Musique : Christopher L. Stone
- Costumes :
- Décors :
- Producteur : Joie Albrecht et Scott Garen
- Sociétés de production : Walt Disney Television
- Sociétés de distribution : National Broadcasting Company
- Pays d'origine :  États-Unis
- Langue originale : anglais
- Format : couleur
- Genre : Animation
- Durée : 60 minutes
- Dates de sortie : 
  - États-Unis : 25 mars 1987

## Distribution
- Stan Freberg : le narrateur
- Tony Anselmo : Donald Duck, Daisy Duck, Huey, Dewey et Louie
- Albert Ash : Ludwig Von Drake
- Les Perkins : Mickey Mouse
- Will Ryan : Pat Hibulaire et Dingo
- Harry Shearer : voix additionnelles
- Walt Disney : Mickey Mouse (images d'archives)
- Clarence Nash : Donald Duck (images d'archives)